# 萨比娜·达尔代纳
萨比娜·安娜·勒妮·吉莱纳·达尔代纳（法語：Sabine Anne Renée Ghislaine Dardenne；1983年10月28日—）是比利时作家，在12岁时被儿童性骚扰者和连环杀手马克·迪特鲁绑架。达尔代纳和莱蒂西娅·德莱（Laetitia Delhez）是迪特鲁最后两个受害者。

## 绑架
1996年5月28日，达尔代纳在骑自行车上学时被迪特鲁绑架。虽然只有12岁，但达尔代纳进行了反击，向迪特鲁提出各种问题和要求。迪特鲁说服达尔代纳，他说他是达尔代纳唯一的盟友，达尔代纳的父母没有拿出赎金去救在“想杀她的虚构男子”手中的她。在达尔代纳被监禁在迪特鲁家地下室期间，迪特鲁允许达尔代纳给她的朋友和家人写信，但他从未寄出这些信。几个星期后，达尔代纳说想让一个朋友来看她，于是迪特鲁绑架了14岁的莱蒂西娅·德莱，并说“看看我为你做了什么。”
绑架德莱导致迪特鲁被捕，因为德莱家乡的目击者发现他的车，至少有一个人写下了他的登记号码，警方调查人员追查到迪特鲁。在迪特鲁被捕两天后，达尔代纳和德莱于1996年8月15日被比利时警方解救。
达尔代纳在迪特鲁家地下室经受80天的折磨，德莱在地下室关了6天。在此之前的受害者有8岁的梅丽莎·鲁索（Melissa Russo）和朱莉·勒热纳（Julie Lejeune），两人在迪特鲁和因偷车入狱时饥饿而死；17岁的安·马夏尔（An Marchal）、19岁的埃菲耶·兰布雷赫茨（Eefje Lambrechts）被活埋在迪特鲁家的棚子下。第五具尸体是迪特鲁的法国同伙贝尔纳·魏因施泰因（Bernard Weinstein）。迪特鲁承认给魏因施泰因下药后将他活埋。

## 审判
这个案子花了八年时间才开庭审理。案子出现许多问题，包括对管辖权的争论，法律和程序上的错误，以及不对应的指控和消失的证据，几名涉案人员（包括检察官、警察和证人）自杀。讲荷兰语的佛兰德斯和讲法语的瓦洛尼亚之间的沟通也不好。
1996年10月，350000人在布鲁塞尔举行游行，抗议警方在此案中的无能。
在审判期间，迪特鲁声称自己是一个涉及全大陆的恋童癖团体中的一员，团体中的成员包括比利时的知名人士和法律权威人士。
达尔代纳对她被绑架经历记录在她的回忆录《我12岁时，我骑着自行车去上学了》。这本书已被翻译成14种语言，并在30个国家出版。